# ژان - لو تراسارد
ژان - لو تراسارد (انگلیسی: Jean-Loup Trassard؛ زادهٔ ۱۱ اوت ۱۹۳۳) عکاس اهل فرانسه است.